# Арі Турунен
Арі Турунен (26 квітня 1966 ) — фінський журналіст і письменник. Має науковий ступінь із соціальних наук. У науковій діяльності вивчав питання світогляду та проблеми сприйняття в різних культурах. Протягом двадцяти років працював науковим редактором.

## Переклади українською мовою
1. Турунен А. Дух сп'яніння. Алкоголь. Історія звичаїв уживання алкогольних напоїв / Арі Турунен ; пер. фінськ. І. Малевич. — Львів: Видавництво Анетти Антоненко ; Київ: Ніка-Центр, 2019. — 224 с.
2. Турунен А. Забуті історії міст: як багатство та культурний розвиток здобуваються толерантністю / Арі Турунен ; пер. з фін. С. Цисаревої. — Львів: Видавництво Анетти Антоненко ; Київ: Ніка-Центр, 2018. — 280 с.
3. Турунен А. Історія пихатості. Як, ви не знаєте, хто я? / Арі Турунен ; пер. з  фінськ. І. Малевич. — Львів: Видавництво Анетти Антоненко ; Київ: Ніка-Центр, 2021. — 192 с.
4. Турунен А. Ознаки добра і зла. Забобони. Історія забобонних звичаїв / Арі Турунен ; пер. з фінськ. І. Малевич. — Львів: Видавництво Анетти Антоненко ; Київ: Ніка-Центр, 2020. — 192 с.